# گئورگ فن پویرباخ
گئورگ فن پویرباخ (انگلیسی: Georg von Peuerbach؛ ۳۰ مهٔ ۱۴۲۳ – ۸ آوریل ۱۴۶۱) یک دانشمند در زمینه اخترشناسی اهل اتریش بود.